# نهر كوسا
نهر كوسا (بالإنجليزية: Coosa River) هو أحد روافد نهر ألاباما يقع في ولايتي ألاباما وجورجيا بالولايات المتحدة. يبلغ طول النهر نحو 280 ميل (450 كـم).
يبدأ نهر كوسا عند التقاء نهري أوستانولا وإيتواه في مدينة روما بولاية جورجيا، وينتهي شمال شرق عاصمة ولاية ألاباما، مونتغمري، حيث ينضم إلى نهر تالابوزا ليشكل نهر ألاباما جنوب مدينة ويتومبكا. يقع حوالي 90٪ من طول نهر كوسا في ولاية ألاباما. كما بعبر النهر مقاطعة كوسا التي تحمل نفس الإسم.
يعتبر نهر كوسا أحد أكثر أنهار ألاباما تطوراً. حيث تم حجز معظم النهر من طرف شركة ألاباما للطاقة، والتي تمتلك سبعة سدود ومحطات لتوليد الطاقة على طول النهر. تنتج السدود الطاقة الكهرومائية، لكنها مضرة لبعض الأنواع التي تستوطن النهر.

## تاريخ
كان الأمريكيون الأصليون يعيشون في وادي كوسا لآلاف السنين قبل أن يصبح هيرناندو دي سوتو ورجاله أول أوروبيين الذين قاموا بزيارتها في عام 1540. كانت مشيخة كوسا واحدة من أقوى المشيخات في الجنوب الشرقي في ذلك الوقت.
بعد أكثر من قرن من مغادرة الإسبان لوادي كوسا، أقام البريطانيون علاقات تجارية قوية مع قبائل شعب مسكوكي في المنطقة في أواخر القرن السابع عشر، الأمر الذي أثار استياء فرنسا التي كان لديها بعض المستوطنات المبكرة على الساحل، وتحديداً مدينة موبيل. كان الفرنسيون قد هاجروا من هناك إلى أعلى النهر واعتقدوا أن نهر كوسا كان بوابة رئيسية إلى جنوب الولايات المتحدة بأكمله؛ حيث كان هدفهم السيطرة على الوادي. كانت وسيلة النقل الرئيسية في ذلك الوقت هي القوارب. وقد شكل التقاء نهري كوسا وتالابوزا نهر ألاباما، الذي يقع مصبه في خليج موبايل، وهو الميناء الذي كان يستخدمه الفرنسيون للسفر حول منطقة البحر الكاريبي ثم وإلى فرنسا. حيث كانوا يرغبون في استمرار سيطرتهم على نهري كوسا وألاباما.
في أوائل القرن الثامن عشر، توقفت جميع أشكال التجارة الأوروبية والهندية تقريبًا في الجنوب الشرقي أثناء الانتفاضات القبلية التي أحدثتها حرب ياماسي ضد مقاطعة كارولينا (1663–1712). بعد بضع سنوات، تم استئناف النظام التجاري الهندي في ظل سياسات تم إصلاحها إلى حد ما. استمر الصراع بين الفرنسيين والإنجليز حول وادي كوسا، وجزء كبير من الجنوب الشرقي بشكل عام. لم تتنازل فرنسا عن ممتلكاتها شرق نهر المسيسيبي إلى بريطانيا إلا بعد هزيمة بريطانيا لفرنسا في حرب السنوات السبع (المعروفة أيضًا باسم الحرب الفرنسية والهندية). وكان هذا الإتفاق جزءًا من معاهدة باريس، التي وقعتها الدولتان في عام 1763 لإعلان نهاية الحرب.
بحلول نهاية الحرب الثورية الأمريكية، احتل سكان شعب مسكوكي وادي كوسا في الجزء السفلي منه، وفي الجزء العلوي احتلته شعوب قبيلة الشيروكي، الذين كانت لهم مستوطنة بالقرب من مصدره في شمال غرب جورجيا وذلك بعد الزحف الأوروبي الأمريكي في جميع أنحاء أراضيهم.
بعد مذبحة فورت ميمز [الإنجليزية] بالقرب من مدينة موبايل، قاد الجنرال أندرو جاكسون القوات الأمريكية، إلى جانب حلفاء شيروكي، ضد قبائل الكريك في حرب الكريك. وبلغ هذا ذروته بهزيمة الخور في معركة هورسشو بيند (1814). بعد ذلك أجبرت معاهدة فورت جاكسون في عام 1814 الكريك على التنازل عن مساحة كبيرة من الأرض للولايات المتحدة، لكنها جمعتهم ضمن محمية بين نهري كوسا وتالابوسا في شمال ألاباما. حتى ذلك الحين تم التعدي على نهر كريك من قبل المستوطنين الأوروبيين الأمريكيين الذين بدو كمحتلين للولايات المتحدة.
أخيرًا، خلال عشرينيات وثلاثينيات القرن التاسع عشر، تمت إزالة الخور والشيروكي وجميع الهنود الجنوبيين تقريبًا إلى الأراضي الهندية (أوكلاهوما الحالية). يتم تذكر إزالة الشيروكي على أنها درب الدموع. وكانت مدينة نيو إيكوتا، عاصمة الشيروكي، والتي تقع على روافد المياه منابع نهر كوسا ، في جورجيا ، حتى إزالة القبيلة. كانت عمليات إزالة الخور والشوكتو مشابهة لمسار دموع شيروكي. بعد عمليات الإزالة ، كان وادي نهر كوسا والجنوب الشرقي بشكل عام مفتوحًا على مصراعيه للمستوطنين الأمريكيين.
جعل اختراع محلج القطن في مطلع القرن التاسع عشر القطن تجارة مربحة. وذلك بسبب سهولة زراعته في المناطق المرتفعة في الجنوب، وكان الطلب مرتفعًا على هذا القطن في الولايات المتحدة وأوروبا. ملأت الهجرات واسعة النطاق المعروفة باسم "حمى ألاباما" ألاباما بمستوطنين جدد يطورون مزارع قطن كبيرة يعمل بها الأمريكيون الأفارقة المستعبدون.
كانت أول بلدة نهرية تشكلت في حوض كوسا عند سفح الشلال الأخير على نهر كوسا، "سلم الشيطان". سرعان ما تبنى المستوطنون الاسم الأصلي ويتومبكا (بمعنى "المياه الهادرة" أو "التيار الهابط") لهذا المجتمع الجديد.
كان نهر كوسا طريقًا مهمًا للنقل في أوائل القرن العشرين كممر تجاري مائي للقوارب النهرية على طول الجزء العلوي من النهر لمسافة 200 ميل جنوب روما. ومع ذلك، فإن المياه الضحلة والشلالات، مثل شلال ديفيلز يتيركاز على طول أدنى يبلغ 65 ميلًا في النهر، منعت القوارب النهرية العليا في نهر كوسا من الوصول إلى نهر ألاباما وخليج المكسيك.
من خلال بناء السدود على كوسا في أوائل القرن العشرين - لاي وميتشل وجوردن- بدأت شركة ألاباما للطاقة في ريادة طرق جديدة للسيطرة على الملاريا والقضاء عليها، والتي كانت مشكلة صحية رئيسية في ريف ألاباما في أوائل القرن العشرين. حيث كانت جهودهم الرائدة ناجحة للغاية ، لدرجة أن القسم الطبي في عصبة الأمم زار ألاباما لدراسة الأساليب الجديدة أثناء بناء سد ميتشل. لبعض الوقت، كانت رسوم باباي مستوحاة من توم سيمز، أحد سكان نهر كوسا في روما، كان على دراية بحياة الزوارق النهرية وشخصياتها في أوائل القرن العشرين.

## سدود وحواجز
يصف الجدول التالي السدود السبع على نهر كوسا من الجنوب إلى الشمال التي بنتها شركة ألاباما للطاقة بالإضافة إلى قسم المياه الخلفية أسفل سد جوردن. وصف هارفي جاكسون الثالث في كتابه " Putting Loafing Streams To Work " أهمية أول سدود نهر كوسا على النحو التالي:
| «                                                                                | قبل عام 1912، كان هناك 72 مجتمعًا فقط من مجتمعات ألاباما لديها كهرباء، ولكن بحلول عام 1928، عندما بدأ تشغيل سد جوردن، مدت شركة ألاباما للطاقة أربعمائة وواحد وعشرين مجتمعًا في واحد وستين من مقاطعات ألاباما السبع والستين. كما قامت الشركة بتوفير الطاقة لمناجم الفحم والحديد، ومصانع القطن، ومصانع الأسمنت، والمحاجر، ومصانع الصلب، والمسابك، ومصانع الأنابيب.. | » |
| — هارفي جاكسون الثالث, Industries that put thousands of Alabama citizens to work | |   |

| صور       | صور               | صور              | صور         |
| بحيرة لاي | سد جوردن          | بحيرة جوردن      | بحيرة ميتشل |
| --------- | ----------------- | ---------------- | ----------- |
|           |                   |                  |             |
| بحيرة ويس | بحيرة لوغان مارتن | بحيرة نيلي هينري |             |
|           |                   |                  |             |

## التنوع البيولوجي للنباتات والحيوانات
في مستجمعات المياه في نهر كوسا الأوسط، تم توثيق ظهور 281 لأنواع نباتية وحيوانية نادرة، بما في ذلك 73 لـ 23 نوعًا محميًا فيدراليًا أو حكوميًا. تم اختيار عشرة أهداف للحفظ:
- النظام النهري؛
- مجتمعات غابات المصفوفة (غابة البلوط الصنوبر)؛
- الخفافيش الرمادية (ميوتيس جريسينس)؛
- النباتات النهرية؛
- الصنوبر الطويل الأوراق (Pinus palustris)؛
- مجتمعات الغابات؛
- نقار الخشب الأحمر (Picoides borealis)؛
- الأنواع المائية المهددة بشدة (الأسماك، بلح البحر، والقواقع)؛
- ثعبان الخنصر الجنوبي (Heterodon simus)؛
- ذباب القمص.

يعد الحفاظ على التنوع البيولوجي لنظام نهر كوسا أمرًا مهمًا بشكل خاص لأنه فقد بالفعل جزءًا كبيرًا من الحيوانات المائية بسبب الانقراض.
| فئة              | ملخص | تفاصيل (S) = حالة الولاية (F) = الوضع الفيدرالي |
| ---------------- | --- | --- |
| القواقع          | 82 نوعا. وفقًا للبحث فإن 26 نوعًا من 82 نوعًا معروفًا تاريخيًا من بطنيات الأقدام المائية التي تعيش في حوض نهر كوسا، تعتبر الآن منقرضة. - في عام 2004، اكتشف باحثو قسم الحفظ والموارد الطبيعية في ألاباما اثنين من القواقع، كان يعتقد سابقًا أنهما منقرضان، وهما القواقع كوسا أليميا و تيدروب إليمينا - على امتداد نهر كوسا أسفل بحيرة نيلي هنري | الأنواع المهددة بالانقراض والنادرة - القواقع: مسمار صخري مستدير (SF) |
| البرمائيات       | يوجد 37 نوعًا من البرمائيات في حوض نهر كوسا. (9 من 37 نوعًا تعتبر "مصدر قلق خاص" من قبل برنامج جورجيا للتراث الطبيعي) | الأنواع المهددة بالانقراض والنادرة - البرمائيات النادرة: السمندل الأخضر "نادر" في جورجيا (F) |
| سمك              | 87 نوعًا تمثل 17 عائلة (تم إدراج 13 نوعًا من الأسماك للحماية من قبل الوكالات الفيدرالية أو الحكومية باعتبارها مهددة بالانقراض أو مهددة أو نادرة.)أعادت إدارة الموارد الطبيعية بجورجيا تقديم سمك الحفش في البحيرة (Acipenser fulvescens)، وهو من الأنواع المهددة والذي كان منتشرًا في نظام نهر Coosa حتى الستينيات. تم وضع سمك الحفش في ألاباما ، المقيم سابقًا في نهر كوسا أسفل خط فال، على قائمة الأنواع المهددة بالانقراض في سبتمبر 2000.                                                                         | الأنواع المهددة بالانقراض والنادرة والغازية - الأسماك المهددة بالانقراض: اللمعان الأزرق (S) ، النمش madtom (S) ، النمش madtom (S) ، العنبر darter (SF) ، Conasauga logperch (SF) ، النمش الربي (S) ، Etowah darter (F) - الأسماك المهددة بالخطر: اللمعان الأزرق (S)، العطلة (Ellijay) darter (S)، الماء البارد (S) ، Etowah darter (S) ، Cherokee darter (SF) ، trispot darter (S) ، goldline darter (SF) ، الأزرق اللامع (S) - الأسماك النادرة: bigeye chub (S) نهر ريدهورس (S) |
| بلح البحر        | تعمل بلح البحر في المياه العذبة كنظم ترشيح طبيعية تساعد في الحفاظ على المياه نظيفة وصافية. يوجد في جورجيا 98 نوعًا من بلح البحر تطالب بأكثر أنواع بلح البحر تنوعًا في الولايات الخمسين. يتم حاليًا إدراج أحد عشر نوعًا من بلح البحر الأصلي في حوض كوسا أو يُقترح إدراجها على أنها مهددة بالانقراض أو مهددة بالانقراض. 13 نوعًا انقرضت الآن. كانت ألاباما واحدة من أغنى تجمعات بلح البحر وأكثرها تنوعًا في العالم مع حوالي 180 نوعًا. تم الإبلاغ عن ما يقرب من ثلثي أنواع بلح البحر في أمريكا الشمالية من ولاية ألاباما. | الأنواع المهددة بالانقراض والنادرة |
| النباتات         | تعد مستجمعات المياه العلوية في كوسا في شمال شرق ولاية ألاباما وشمال جورجيا موطنًا لغالبية الكتل المتبقية من سراسينة أليفة الجبال مهدد بالانقراض. | الأنواع المهددة بالانقراض والنادرة - النباتات المهددة بالانقراض: إبريق أخضر (SF) - النباتات المهددة بالانقراض: أزرار Coosa barbara - (SF)، زهرة الأوركيد (S) ، لسان سهم الماء جانبي الأوراق (S) - النباتات النادرة: Fraser loosestrife (S) |
| الزواحف          | كان ثعبان هوغنوز الجنوبي من الأنواع المرشحة (C2) لإدراجها على أنها مهددة أو مهددة بالانقراض من قبل خدمة المؤسسة الأمريكية للأسماك والحياة البرية (USFWS). ومع ذلك ، أوقفت USFWS تعيين أنواع C2 كمرشحين للإدراج (50 CFR 17 ؛ 28 فبراير 1996). يعتبر ثعبان هوغنوس الجنوبي من الأنواع المثيرة للقلق ، ولكن هناك حاجة إلى مزيد من البحوث البيولوجية والدراسات الميدانية لحل حالة حفظه. | الأنواع المهددة بالانقراض والنادرة - الزواحف النادرة: ثعبان الخنصر الجنوبي (S) |
| الطيور والثدييات | عقاب رخماء، الذي كان في يوم من الأيام من الأنواع المهددة بالانقراض، أصبح لديه الآن مجموعات تعشيش في وحول مستودعات نهر كوسا إدارة قوة ألاباما. | الأنواع المهددة بالانقراض والنادرة - الأنواع المهددة بالانقراض: نقار الخشب الأحمر (F) ، الخفافيش الرمادية (F) |

## روافد النهر

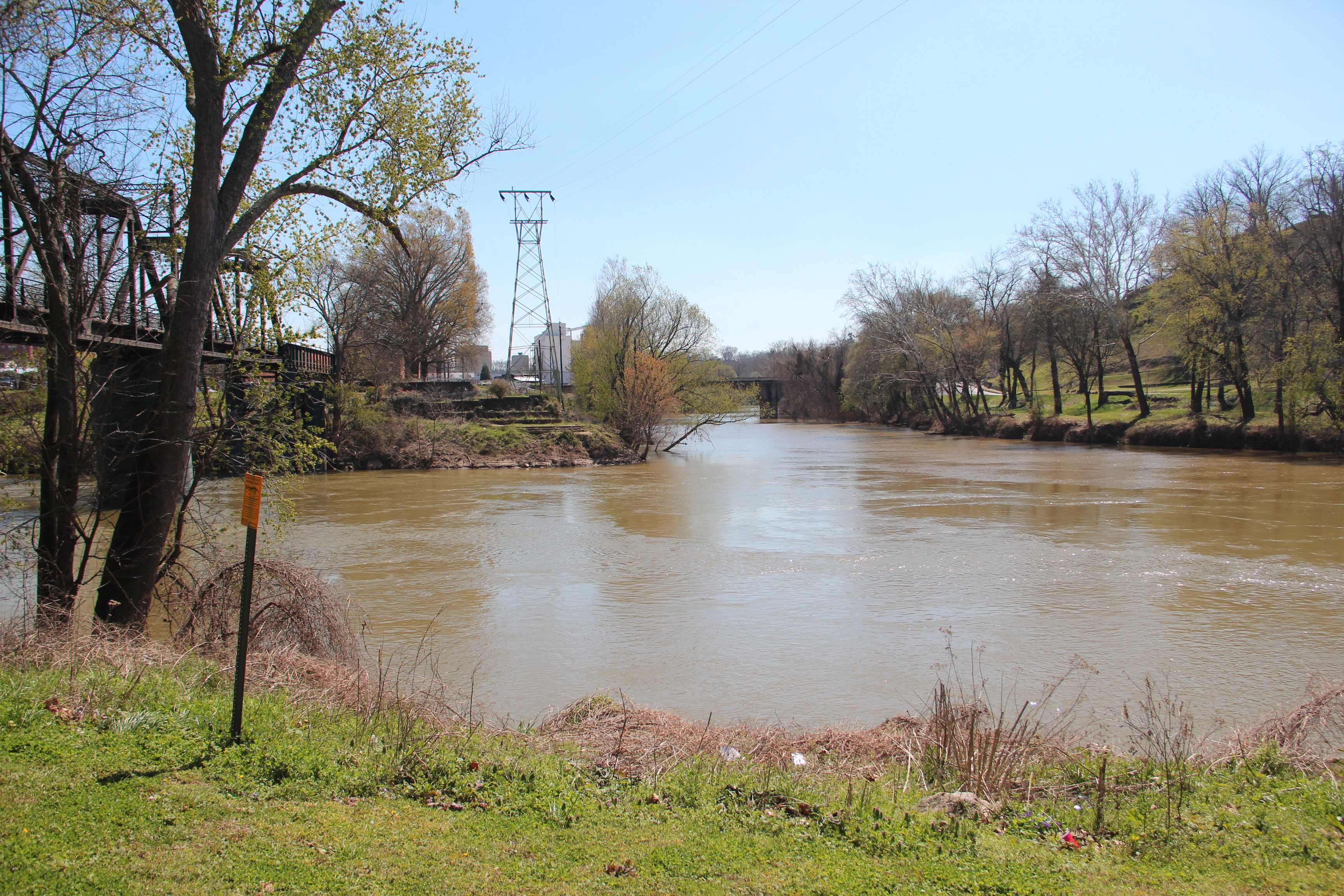
يتكون نهر كوسا عند التقاء نهري أوستانولا وإيتواه في روما، جورجيا

يحتوي تصريف نهر كوسا على المئات من الروافد، والتي تم تقسيمها إلى أقسام بناءً على مناطق مستجمعات المياه المختلفة. المقاطع الأربعة الأولى عبارة عن أنظمة رافدة تتلاقى لتشكل الشريان الرئيسي لنهر كوسا في جورجيا. هذه الأنهار الرافدة الرئيسية هي نهري كوناسوجا وكوساواتي، اللذان يشكلان معًا نهر أوستانولا. ثم ينضم نهر أوستانولا إلى نهر إيتواه في روما، مشكلاً نهر كوسا.
روافد نهر كوسا الأخرى هي:
| - أميكالولا كريك - أرموشي كريك - بيج ويلز كريك - نهر كارتكاي - سيدار كريك - نهر تشاتوغا - شوكولوكو كريك - روك كريك - سبرينج كريك - شوجر كريك - تيرابين كريك | - نهر كواهولا - نهر إليجاي - هاتشيت كريك - هيث كريك - النهر الصغير - ميل كريك - ماونتن كريك - راكون كريك - واكساهاتشي كريك - ويوغوفكا كريك (عبر هاتشيت كريك) |

| موقع                                  | الروافد |
| ------------------------------------- | --- |
| روما، جورجيا إلى سد فايس              | سيدار كريك، نهر تشاتوغا، سبرينغ كريك، كوان ريفر، ليتل ريفر، يلو كريك |
| سد فايس إلى سد إتش نيلي هنري          | بالبلاي كريك، كوف كريك، هينلي كريك، كانوي كريك، بيرميتا كريك، جرينز كريك، بيفر كريك، أوتري كريك، شول كريك |
| نيلي هنري دام لسد لوغان مارتن         | تشياها كريك |
| سد لاي                                | كيلي كريك، تالاديجا كريك، تلسيهاتشي كريك، فرع جاف، بولي كريك، شمع كريك كريك، فلات برانش، سيدار كريك، سلفر كريك، بيكروود كريك، سبرينغ كريك، بلو سبرينغز كريك، ريد كريك، كواجي كريك، واكساهاتشي كريك، بينت كريك |
| وضع السد لسد ميتشل                    | كلاي كريك، والنوت كريك، هاتشيت كريك، بينيموتلي كريك، ويوجوفكا كريك، كارجيل كريك، بلو كريك |
| سد ميتشل لسد جوردن                    | تشيسنت كريك، شولز كريك، ويوكا كريك، سوفكاتشي كريك |
| سد جوردن إلى نقطة التقاء نهر تالابوزا | كورن كريك |

## مدن أساسية
يقع عدد من المدن المهمة على ضفاف نهر كوسا. تشمل:
- جادسدن، ألاباما - بين بحيرات فايس. نيلي هنري
- رينبو سيتي - في كوسا جنوب جادسدن
- تشايلدرسبرغ ، ألاباما - بالقرب من بحيرة لاي
- روما، جورجيا - منابع
- ساوثسايد، ألاباما - في كوسا جنوب رينبو سيتي
- ويتومبكا ، ألاباما - بالقرب من التقاء نهر تالابوسا الذي يشكل نهر ألاباما